# 阿貝爾 (阿拉巴馬州)
阿貝爾（英語：Abel）是一個位於美國阿拉巴馬州克利本縣的非建制地區。該地的面積和人口皆未知。

## 地理
阿貝爾的座標為33°32′55″N 85°42′45″W / 33.54861°N 85.7125°W，而該地最高點為海拔高度295米（即968英尺）。